# René Gyllenram
Carl Henric René Gyllenram, född 2 november 1884 i Stockholm, död 31 december 1959 i Mariehamn, var en svensk militär och diplomat. Han var son till Henric Fredric Gyllenram.

## Biografi
Gyllenram blev underlöjtnant vid Svea livgarde 1908, löjtnant 1914, och var kapten där 1923–1932. Han tjänstgjorde vid Generalstabens utrikesavdelning 1914–1920 och var tillförordnad byråsekreterare i Utrikesdepartementet 1921–1924. Gyllenram var 1923–1931 ordförande i blandade underkommissionen för utväxling av grekiska och turkiska civilbefolkningen och blev 1925 Nationernas Förbunds tillförordnade kommissarie i Istanbul för övervakandet av artikel 107 i Lausannefreden. Åren 1930–1937 var han verkställande direktör i Institutet för svensk utlandstjänst. År 1937 blev Gyllenram ledamot av Internationella kommissionen för nonintervention i Spanien som administratör i franska departementet Basses-Pyrénées. Han var 1939–1942 chef för Utrikesdepartementets B-avdelning i Frankrike och legationsråd där, 1943–1944 ledamot av Röda korskommissionen för hjälpverksamhet i Grekland och blev 1945 legationsråd och chef för B-avdelningen vid svenska beskickningen i Teheran.